# Campus de Viikki
Le Campus de Viikki (finnois : Viikin kampus, suédois : Campus Vik) est un campus de l'Université d'Helsinki en Finlande.

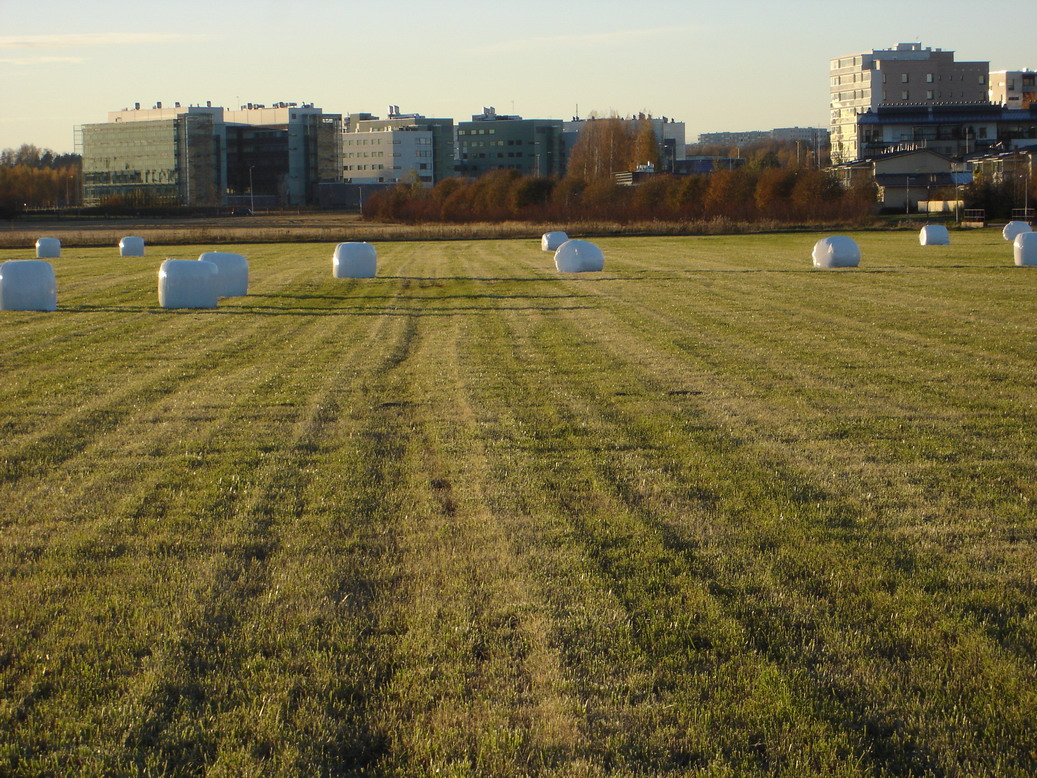
Les facultés du Campus de Viikki.

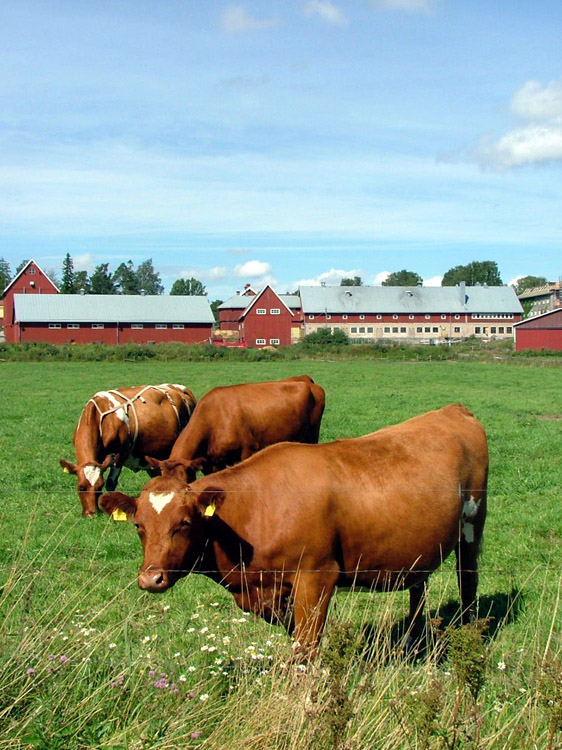
Vâche paissant devant la ferme du Campus de Viikki.

Il est situé dans le quartier de Viikki.

## Facultés
Le campus est spécialisé dans les sciences de la vie et héberge les facultés suivantes :
- Faculté de pharmacie[2]
- Faculté des sciences biologiques et environnementales[3]
- Faculté d'agriculture et de sylviculture[4]
- Faculté de médecine vétérinaire[5]

Le campus a aussi 
- Institut de Biotechnologie
- La bibliothèque scientifique de Viikki